# Minokamo
Minokamo (美濃加茂市 Minokamo-shi?) es una ciudad en la prefectura de Gifu, Japón, localizada en la parte central de la isla de Honshū, en la región de Chūbu. Tenía una población estimada de 57 007 habitantes el 1 de septiembre de 2020 y una densidad de población de 183 personas por km².

## Geografía
Minokamo se encuentra en el centro-sur de la prefectura de Gifu, en la llanura de Nōbi, entre las montañas Hida y el río Kiso.

## Historia
El área alrededor de Minokamo era parte de la tradicional provincia de Mino. En el período Edo, el área se dividió entre las propiedades del dominio Owari y el dominio Naegi, y las propiedades tenryō directamente debajo del shogunato Tokugawa. Ōta-juku floreció como una estación en la camino Nakasendō que conectaba Edo con Kioto. En las reformas catastrales posteriores a la restauración Meiji, fue creado el distrito de Kamo en la prefectura de Gifu. La ciudad moderna se formó el 1 de abril de 1954 por la fusión de los pueblos de Ota y Furui con las aldeas de Yamanoue, Hachiya, Kamono, Ibuka, Shimoyoneda y Miwa.

## Economía
El área alrededor de Minokamo era conocida anteriormente por la sericicultura. La agricultura, incluida la horticultura, sigue siendo un componente importante de la economía local. Sin embargo, desde la década de 1960, el área se ha industrializado cada vez más como parte de la zona industrial de la meseta de Chūbu. Las industrias incluyen textiles, semiconductores, electrónica, máquinas herramientas y componentes automotrices.

## Demografía
Según los datos del censo japonés, la población de Minokamo ha aumentado rápidamente en los últimos 40 años.
| Gráfica de evolución demográfica de Minokamo entre 1950 y 2015 |
|                                                                |
| Oficina de Estadística de Japón                                |

### Clima
La ciudad tiene un clima caracterizado por veranos cálidos y húmedos e inviernos suaves (Cfa en la clasificación climática de Köppen). La temperatura media anual en Minokamo es de 15.2 °C. La precipitación media anual es de 1982 mm siendo septiembre el mes más húmedo. Las temperaturas son más altas en promedio en agosto, alrededor de 27.9 °C, y más bajas en enero, alrededor de 3.5 °C.
| Parámetros climáticos promedio de Minokamo | Parámetros climáticos promedio de Minokamo | Parámetros climáticos promedio de Minokamo | Parámetros climáticos promedio de Minokamo | Parámetros climáticos promedio de Minokamo | Parámetros climáticos promedio de Minokamo | Parámetros climáticos promedio de Minokamo | Parámetros climáticos promedio de Minokamo | Parámetros climáticos promedio de Minokamo | Parámetros climáticos promedio de Minokamo | Parámetros climáticos promedio de Minokamo | Parámetros climáticos promedio de Minokamo | Parámetros climáticos promedio de Minokamo | Parámetros climáticos promedio de Minokamo |
| Mes                                        | Ene.                                       | Feb.                                       | Mar.                                       | Abr.                                       | May.                                       | Jun.                                       | Jul.                                       | Ago.                                       | Sep.                                       | Oct.                                       | Nov.                                       | Dic.                                       | Anual                                      |
| ------------------------------------------ | ------------------------------------------ | ------------------------------------------ | ------------------------------------------ | ------------------------------------------ | ------------------------------------------ | ------------------------------------------ | ------------------------------------------ | ------------------------------------------ | ------------------------------------------ | ------------------------------------------ | ------------------------------------------ | ------------------------------------------ | ------------------------------------------ |
| Temp. máx. abs. (°C)                       | 16.6                                       | 20.3                                       | 24.7                                       | 30.2                                       | 33.6                                       | 36.1                                       | 37.9                                       | 39.5                                       | 38.4                                       | 32.6                                       | 25.1                                       | 21.9                                       | 39.5                                       |
| Temp. máx. media (°C)                      | 8.0                                        | 9.2                                        | 13.1                                       | 19.5                                       | 24.1                                       | 27.3                                       | 30.9                                       | 32.7                                       | 28.4                                       | 22.5                                       | 16.4                                       | 10.8                                       | 20.2                                       |
| Temp. mín. media (°C)                      | -1.8                                       | -1.4                                       | 1.8                                        | 7.4                                        | 12.6                                       | 17.8                                       | 21.9                                       | 22.9                                       | 19.1                                       | 12.0                                       | 5.6                                        | 0.3                                        | 9.9                                        |
| Temp. mín. abs. (°C)                       | -8.7                                       | -8.6                                       | -8.9                                       | -2.0                                       | 1.9                                        | 8.3                                        | 15.2                                       | 15.3                                       | 7.8                                        | 0.9                                        | -2.5                                       | -6.9                                       | -8.9                                       |
| Precipitación total (mm)                   | 57.8                                       | 72.7                                       | 137.1                                      | 148.9                                      | 187.2                                      | 230.0                                      | 270.3                                      | 156.6                                      | 231.3                                      | 126.2                                      | 92.9                                       | 52.3                                       | 1763.3                                     |
| Días de precipitaciones (≥ 1.0 mm)         | 8.0                                        | 7.7                                        | 10.1                                       | 10.6                                       | 11.3                                       | 12.7                                       | 13.7                                       | 9.2                                        | 11.8                                       | 9.2                                        | 8.2                                        | 7.7                                        | 120.2                                      |
| Horas de sol                               | 142.9                                      | 157.3                                      | 187.7                                      | 192.8                                      | 184.1                                      | 143.0                                      | 158.0                                      | 198.9                                      | 156.0                                      | 157.5                                      | 142.3                                      | 145.8                                      | 1966.3                                     |
| Fuente: Agencia Meteorológica de Japón     |                                            |                                            |                                            |                                            |                                            |                                            |                                            |                                            |                                            |                                            |                                            |                                            |                                            |

## Ciudades hermanas
Minokamo está hermanada con:
- Dubbo, Nueva Gales del Sur, Australia.